# Седжвік (округ, Канзас)
Шаблон:StateAbbr_ 37°43′00″ пн. ш. 97°27′00″ зх. д. / 37.7167° пн. ш. 97.45° зх. д.
Округ Седжвік (англ. Sedgwick County) — округ (графство) у штаті Канзас, США. Ідентифікатор округу 20173.

## Історія
Округ утворений 1870 року.

## Демографія
За даними перепису 
2000 року 
загальне населення округу становило 452869 осіб, зокрема міського населення було 413592, а сільського — 39277.
Серед мешканців округу чоловіків було 223870, а жінок — 228999. В окрузі було 176444 домогосподарства, 117770 родин, які мешкали в 191133 будинках.
Середній розмір родини становив 3,14.
Віковий розподіл населення поданий у таблиці:
| Стать    | До 15 років | 15-21 | 22-29 | 30-39 | 40-49 | 50-65 | 65-85 | Понад 85 |
| -------- | ----------- | ----- | ----- | ----- | ----- | ----- | ----- | -------- |
| Чоловіки | 54886       | 22586 | 25933 | 34518 | 35083 | 29787 | 19388 | 1689     |
| Жінки    | 52179       | 22268 | 25299 | 33124 | 34677 | 30955 | 26212 | 4285     |

## Суміжні округи
- Гарві — північ
- Батлер — схід
- Ковлі — південний схід
- Самнер — південь
- Кінгмен — захід
- Ріно — північний захід

## Виноски
1. ↑  U.S. Decennial Census. United States Census Bureau. Процитовано 29 липня 2014.
2. ↑  Historical Census Browser. University of Virginia Library. Архів оригіналу за 11 серпня 2012. Процитовано 29 липня 2014.
3. ↑  Population of Counties by Decennial Census: 1900 to 1990. United States Census Bureau. Процитовано 29 липня 2014.
4. ↑  Census 2000 PHC-T-4. Ranking Tables for Counties: 1990 and 2000 (PDF). United States Census Bureau. Процитовано 29 липня 2014.
5. ↑  State & County QuickFacts. United States Census Bureau. Архів оригіналу за 3 серпня 2011. Процитовано 29 липня 2014. [Архівовано 2011-08-03 у Wayback Machine.](англ.) Наведено за англійською вікіпедією.
6. ↑  QuickFacts. Sedgwick County, Kansas. United States Census Bureau. Процитовано 12 грудня 2018.
7. ↑  American FactFinder. Бюро перепису населення США. Архів оригіналу за 26 лютого 2012. Процитовано 31 січня 2008. [Архівовано 2008-05-21 у Wayback Machine.]

| США | Це незавершена стаття з географії США. Ви можете допомогти проєкту, виправивши або дописавши її. |